# L'Étonnant Serge Gainsbourg
Albums de Serge Gainsbourg
Serge Gainsbourg N°2
(1959) Serge Gainsbourg N° 4
(1962)
L’Étonnant Serge Gainsbourg est le troisième album de Serge Gainsbourg, sorti le 5 avril 1961. L'album est orchestré par Alain Goraguer.
Ce disque comporte trois adaptation de poésies. Cet album se veut un hommage à la poésie (avec La Chanson de Prévert et les trois poèmes mis en musique principalement).

## Titres
Toutes les chansons sont écrites et composées par Serge Gainsbourg, sauf indication contraire.
| No  | Titre                                               | Paroles                                                                | Durée |
| --- | --------------------------------------------------- | ---------------------------------------------------------------------- | ----- |
| 1.  | La Chanson de Prévert                               | Serge Gainsbourg, Jacques Prévert                                      | 2:58  |
| 2.  | En relisant ta lettre                               |                                                                        | 2:00  |
| 3.  | Le Rock de Nerval                                   | Gérard de Nerval, extrait de l'opéra comique Piquillo (Acte I scène V) | 1:49  |
| 4.  | Les Oubliettes                                      |                                                                        | 2:26  |
| 5.  | Chanson de Maglia                                   | Victor Hugo                                                            | 2:03  |
| 6.  | Viva Villa                                          |                                                                        | 3:20  |
| 7.  | Les Amours perdues                                  |                                                                        | 2:56  |
| 8.  | Les femmes, c'est du chinois (Gainsbourg, Goraguer) |                                                                        | 2:30  |
| 9.  | Personne                                            |                                                                        | 2:43  |
| 10. | Le Sonnet d'Arvers                                  | Félix Arvers                                                           | 1:51  |

## Singles extraits de l'album
- 1961 : La Chanson de Prévert / En relisant ta lettre / Viva Villa / Le Rock de Nerval
- 1961 : Les Amours perdues / Personne / Les femmes, c'est du chinois / Les Oubliettes

## Reprises
- En relisant ta lettre a été repris par Barbara (1969[3])